# Parmotrema confusum
Parmotrema confusum är en lavart som beskrevs av Hale. Parmotrema confusum ingår i släktet Parmotrema och familjen Parmeliaceae.   Inga underarter finns listade i Catalogue of Life.